# Едельштейн Євген Пилипович
Євге́н Пили́пович Едельште́йн (рос. Евгений Филиппович Эдельштейн, псевдоніми: товариш Філіппов, Женя; 1897, Тельше, сучасна Литва — 23 травня 1919, Вінниця, УСРР) — радянський партійний і державний діяч, член РСДРП(б), агітатор і пропагандист, голова виконкому Вінницької Ради робітничих і солдатських депутатів (ВРРСД), голова Подільського губернського революційного трибуналу. Активний борець проти влади Української Народної Республіки, виконавець політики червоного терору в Україні.

## Освіта, перший арешт
Народився в м. Тельше Ковенської губернії в сім'ї лікаря-сіоніста. Середню освіту здобув у Ризькій гімназії, яку закінчив із золотою медаллю. Восени 1915 р. переїхав до Києва, де вступив на медичний факультет Київського університету та став одним з керівників групи революційно налаштованих студентів. 28 квітня 1916 р. за тиражування антивоєнних листівок разом з М. Тарногродським заарештований та ув'язнений у Лук'янівській в'язниці, звідки вийшов після Лютневої революції по амністії у зв'язку зі зреченням Миколи ІІ. Навесні-влітку 1917 р. активно працював агітатором у містах і селах Київщини, вів роботу в Київській залозі.
У часи корнілівського заколоту спробував здійснити замах на керівника монархічного руху в Києві В. В. Шульгіна. Київським комітетом РСДРП(б) був посланий для пропагандистської роботи в солдатських частинах у Чернігові.

## І Вінницький період
Наприкінці грудня 1917 р. під час війни радянської влади проти Центральної Ради Едельштейн відряджений до Жмеринки для координації військ ІІ гвардійського корпусу. Тоді ж, на спільній нараді Військово-Революційного штабу вінницької організації РСДРП(б) та членів Обласного комітету РСДРП(б) було ухвалено готувати нове збройне повстання у Вінниці (попередній заколот 28-29 жовтня не мав успіху).
11 січня 1918 р. Вінниця — під контролем більшовицьких Волинського, Кексгольмського та Литовського полків. 17 січня у приміщенні міської Думи на спільному засіданні Вінницької Ради робітничих і солдатських депутатів (ВРРСД) та ревкому під головуванням київського більшовика Андрія Іванова було проголошено радянську владу. Головою виконкому був обраний Є. Едельштейн. Паралельне існування легітимної муніципальної влади та самопроголошеної радянської закінчилось насильницьким розгоном депутатів міської Думи та арештом членів міської Управи.
23 січня в Білій залі міської Думи її голова Слуцький на вимогу визнання влади більшовиків «найвищою владою в місті» заявив, що Дума обрана всім населенням Вінниці і не може співпрацювати із самопроголошеною «радою» без згоди всього населення міста, відтак лише виборці можуть вирішити це питання. Тоді Євген Едельштейн проголошує своє знамените: «На Вашу достойну контрреволюційну відповідь ми дамо достойну революційну. Товариш Миронов, уведіть славних литовців! Дума оголошується розпущеною, а Управа - заарештованою!», що і було виконано згодом за допомогою солдатів Литовського полку.
Більшовицька влада у Вінниці на чолі з Едельштейном ознаменувалася такими наслідками: захоплення частини будинку окружного суду, втручання в діяльність міського самоврядування, позбавлення волі членів міської управи, притягнення їх до суду самочинного революційного трибуналу, притягнення до цього ж суду інших осіб, вилучення у населення зброї та розкрадання її, обкладення населення незаконним збором у сумі 75000 крб., звільнення з міської в'язниці 59 ув'язнених, розграбування казенного майна (зброя, снаряди, предмети обмундирування та ін.) та капіталів.
13 лютого 1918 р. Едельштейн разом із загоном вінницької Червоної гвардії відступає з міста. Як член Київського губернського підпільного ревкому, працює на підпільній роботі в Катеринославі, Чернігові, Ніжині, Конотопі.

## II Вінницький період, загибель
18 березня 1919 р., після взяття Вінниці — «тимчасової столиці Української Народної Республіки» — Миколою Щорсом, радянська влада повертається до міста. На початку квітня Є. Едельштейн під псевдонімом «товариш Філіппов» очолює надзвичайний судовий орган — губернський Революційний трибунал, який разом з Подільською губернською надзвичайною комісію для боротьби з контрреволюцією та спекуляцією (ЧК) були тими організаціями, що здійснювали у Вінниці червоний терор.
Найбільш резонансні арешти та розстріли: 12 квітня 1919 р. було заарештовано викладача фізики міського вчительського інституту, колишнього Подільського губернського комісара освіти Юрія Щирицю та історика, колишнього вінницького повітового комісара Валеріана Боржковського, згодом, 1 червня 1919 р. обоє були розстріляні Київською ЧК. 5 травня 1919 року за підозрою в «шпигунсько-диверсійній діяльності» були розстріляні 5 співробітників міського ніделандського консульства, які були членами Союзу хліборобів-власників.
Під час спроби штурму Вінниці повстанським загоном літинського отамана Якова Шепеля 23 травня 1919 р. Едельштейн гине в бою. Тіло очільника трибуналу було перевезено до Києва та поховане.

## Пам'ять
Станом на 1936 р. у Вінниці вулиця Едельштейна на «Єрусалимці» вже існувала, хоча на карті міста 1927 р. її ще немає. Згідно з припущенням, вона з'явилась у 1929 році на честь 10-річчя з дня загибелі першого очільника радянської Вінниці. 2013 року Вінницька міська рада підтвердила назву. Вулицю перейменовано 25 грудня 2015 р. рішенням Вінницької міської ради на вулицю Єрусалимку.